# Casilda (geslacht)
Casilda is een geslacht van vlinders van de familie spanners (Geometridae), uit de onderfamilie Sterrhinae.

## Soorten
- C. antophilaria (Hübner, 1813)
- C. consecraria (Staudinger, 1871)
- C. kikiae (Wiltshire, 1982)
- C. lucidaria (Swinhoe, 1904)